# Historia de Toulouse
La ciudad de Toulouse (o Tolosa como a veces se denomina en español) en la región de Occitania, en el sur de Francia, se remonta a tiempos antiguos. Fue la capital del condado de Tolosa en la Edad Media y actualmente es la capital de la región francesa Occitania.

## Época prerromana: antes del 118a.C.
Las evidencias arqueológicas remontan la presencia humana en Toulouse hasta el siglo VIII a. C. El primer emplazamiento se encontraba en una situación muy ventajosa del centro de la ciudad actual, en un lugar donde el río Garona se dirige hacia el oeste hacia el océano Atlántico y puede cruzarse con facilidad. Fue un importante centro comercial entre las poblaciones situadas entre los Pirineos, el mar Mediterráneo y el océano Atlántico. Al norte de las colinas tolosanas se encontraba una gran llanura muy adecuada para la agricultura. Los habitantes asentados en las colinas dominaban al río. Desde la antigüedad la ciudad era llamada Tholosa, y la mayoría de las investigaciones coinciden en que posiblemente se trate de un término derivado del antiguo idioma aquitano, emparentado con el vasco antiguo, pero su significado exacto se desconoce, aunque se ha propuesto una derivación de Tol (lugar elevado) y Ossa, una fuente de agua. En cualquier caso el nombre de la ciudad ha permanecido prácticamente sin cambios a lo largo de los siglos a pesar de las sucesivas invasiones celtas, romanas y germánicas, algo poco frecuente en las ciudades francesas.
Los primeros habitantes de la ciudad y sus alrededores parecen haber sido pueblos de origen aquitano, de los que quedan muy pocos vestigios. Posteriormente llegaron íberos desde el sur, que como los aquitanos eran pueblos no indoeuropeos. En el siglo III a. C. llegó una tribu gala de origen celta llamados los Volcas tectósages, procedentes de la actual Bélgica o del algún lugar al sur de la actual Alemania, y son los primeros pueblos indoeuropeos que se asentaron en lugar. Se asentaron en Tholosa y se mezclaron con los pueblos locales. El lenguaje y la cultura de los galos se hicieron predominantes. Hacia el 200 a. C. está atestiguado en varias monedas acuñadas que “Tholosa” era la capital de los Volcas Tectosages, a los que Julio César llamó Tolosates (singular Tolosas) en su relato sobre la guerra de las Galias (De Bello Gallico, 1. 10). Los arqueólogos confirman que Tholosa era una de las ciudades más importantes de la Galia, y ya en época romana diversos testimonios indican que era considerada una de las más ricas. En las cercanías se explotaban minas de oro y plata, y las ofrendas en los santuarios y templos sagrados de Tholosa habían acumulado una impresionante riqueza en la ciudad.*Jesús Rodríguez Ramos, "Iberian Epigraphy page": Aquitanian language

## Período romano: 118 a.C. – 418 d.C.

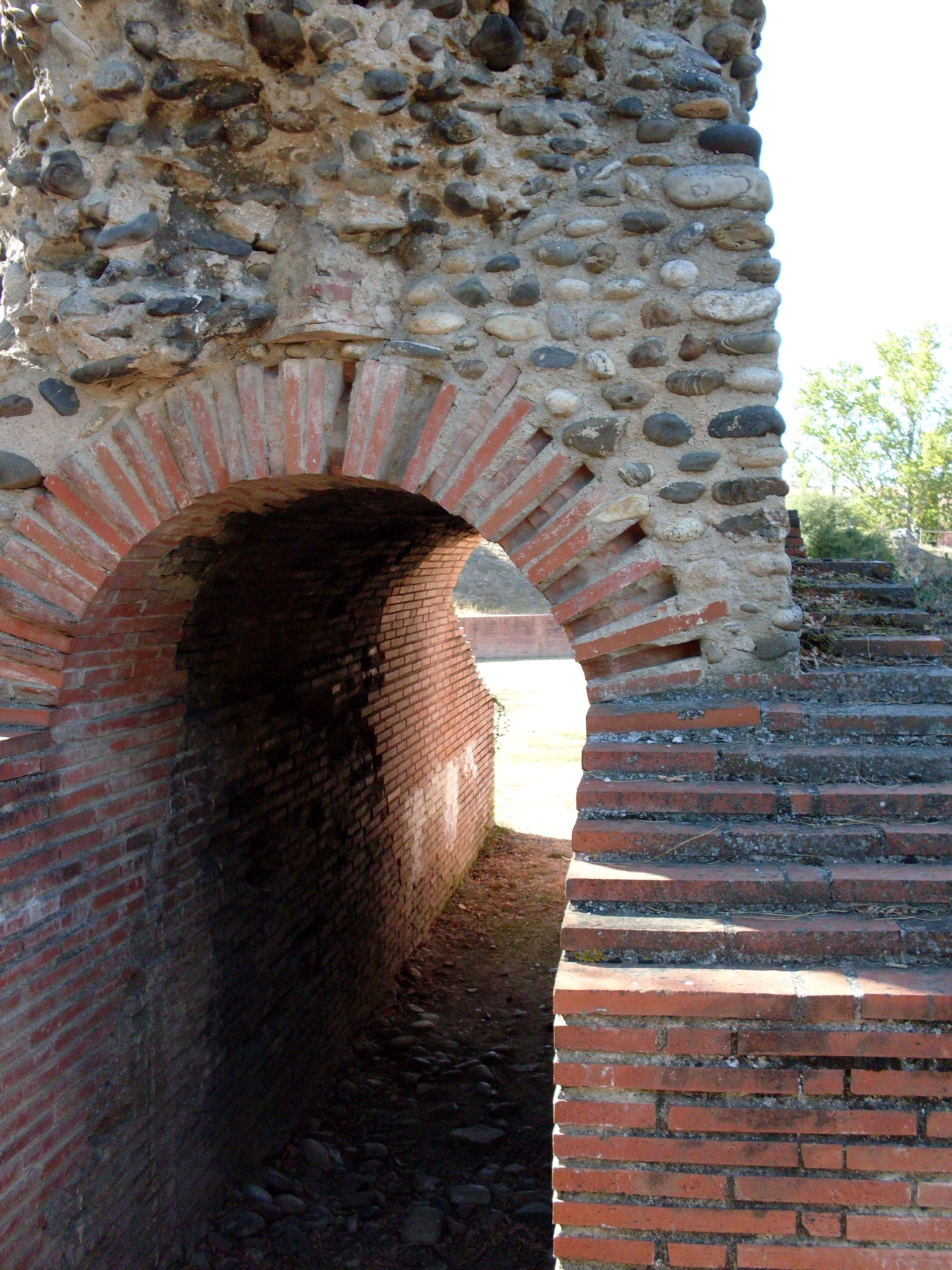
Vomitorium del anfiteatro de Tolosa, siglo I d. C.

Los romanos comenzaron la conquista del sur de la Galia (posteriormente conocida como la Provincia), hacia el 125 a. C. Dirigiéndose hacia el oeste, en el 118 a. C. fundaron la colonia de Narbo Martius (actual Narbona), la ciudad mediterránea más próxima a Tolosa, y así entraron en contacto con los Tolosates, famosos por su riqueza y la posición estratégica de su ciudad para el comercio con el Atlántico. Los habitantes de Tholosa decidieron aliarse con los romanos, que establecieron un fuerte militar en la llanura norte de la ciudad en una posición cerca de la frontera con las tribus galas de Aquitania, pero aparte de esta presencia permitieron que los habitantes de Tholosa se gobernaran libremente con gran autonomía.
En el 109 a. C. una tribu germánica, los cimbros, descendieron por el valle del río Rhone, invadieron la Provincia y derrotaron a los romanos, cuyo poder se desmoronó en los territorios recién conquistados de la costa mediterránea. Los tolosates aprovecharon la debilidad de los romanos para rebelarse y asesinaron a la guarnición militar. Sin embargo, poco después la República Romana se recuperó y derrotó a los cimbrios. En el 106 a. C. el general Quinto Servilio Carpio fue enviado para reconquistar y castigar a Tholosa. Con la ayuda de algunos tolosates que habían permanecido fieles a Roma, capturó la ciudad y se apoderó de la inmensa riqueza de los templos y santuarios locales.
Tholosa fue entonces incorporada por completo a la Provincia, que durante esta época fue rebautizada como Galia Transalpina, con capital en Narbo Martius. Tolosa se convirtió en una importante fortaleza militar en la frontera occidental de la República de Roma. Sin embargo, la ciudad céltica de las colinas conservó gran parte de su autonomía. No se estableció ninguna colonia romana y pocos soldados romanos se asentaron en la zona.
La situación cambió con la conquista del resto de la Galia por Julio César. Como muestra de que la romanización de los habitantes locales estaba avanzando, Tholosa no participó en las numerosas rebeliones contra Roma durante la guerra de las Galias. De hecho, el sur de la actual Francia siguió siendo el lugar más romanizado de Francia tras la caída del Imperio Romano. Julio César estableció su campamento en la llanura de Tholosa en el 52 a. C., y desde allí conquistó los territorios occidentales de Aquitania. Con la conquista de Aquitania y de toda la Galia, Tholosa ya no era necesaria como fortaleza militar, aunque su posición estratégica seguía resultando muy provechosa para el comercio entre el Mediterráneo y el Atlántico, ahora ambos bajo control romano, y la ciudad se desarrolló y extendió con rapidez.
Poco después tuvo lugar la decisión más importante en la historia de Tolosa, trasladando la ciudad al norte de las colinas. Durante esta época se construyó una típica ciudad romana de calles rectas, fundada en la ribera oriental del Garona en algún momento hacia el final del reinado del emperador Augusto (Entre el 10 – 30 d. C.). La población fue obligada a trasladarse a la nueva ciudad, que siguió llamándose Tolosa, mientras el asentamiento antiguo era abandonado. Se construyeron murallas alrededor de la nueva ciudad, posiblemente por iniciativa del emperador Augusto, que quería crear una gran ciudad en la unión entre la recién construida Via Aquitania y el río Garona. Gracias a la Pax Romana no era necesario construir murallas alrededor de las ciudades, pero en Tolosa se construyeron como favor imperial y como muestra de la posición especial de la ciudad. Hasta la caída del Imperio Romano la nueva “Tolosa” era una “civitas” de la provincia de la Galia Narbonense, con capital en “Narbo Martius” (Narbona), el nuevo nombre de la antigua Provincia.
Gracias al favor imperial y a la prosperidad del comercio, Tolosa pronto se convirtió en una de las principales ciudades del Imperio Romano. Durante la guerra civil que estalló tras la muerte del emperador Nerón, Marco Antonio Primo, un nativo tolosano, dirigió los ejércitos del general Vespasiano hasta Italia y entró en Roma en el año 69, estableciendo el gobierno de la dinastía de los emperadores Flavios. El emperador Domiciano, hijo de Vespasiano y amigo personal de Marco Antonio Primo, otorgó a Tolosa el título honorífico de “colonia romana”. Otra señal del favor imperial fue la decisión de Domiciano de otorgar a Tolosa el título de “Palladia”, en referencia a Pallas Atenea, diosa de las artes y el conocimiento, hacia la que sentía gran devoción.
En todos los aspectos Palladia Tolosa era una gran ciudad romana, con acueductos, circo y teatros, termas, foro y un extenso sistema de alcantarillado. Protegida por sus murallas y su lejana localización de la frontera del río Rhin, Palladia Tolosa sobrevivió en gran parte intacta a las invasiones del siglo III d. C. Mientras gran parte de la Galia era devastada, Tolosa se convirtió en la cuarta ciudad más grande del Imperio Romano de Occidente, tras Roma, Tréveris y Arlés. Durante el siglo III el cristianismo se extendió por la ciudad bajo el mandato del primer obispo de Tolosa Saturnino o Saturnio (conocido localmente como “Saint Sernin”), que fue martirizado en Tolosa alrededor del año 250. En el año 313 el Edicto de Milán estableció la libertad religiosa en el Imperio Romano, terminando con la persecución del cristianismo. En el año 403 se inauguró la basílica de St. Sernin, dedicada como santuario para las reliquias de San Saturnino.
El 31 de diciembre del año 406 la frontera romana en el Rhin fue atravesada por una gran invasión de tribus germánicas que trataban de sobrevivir al hambre de un invierno terrible. En el año 407, Tolosa fue asediada por los Vándalos, pero gracias al impulso de su obispo San Exuperio la ciudad resistió gracias a sus murallas, y los invasores terminaron levantando el asedio y trasladándose hacia Hispania, y desde allí hacia el norte de África, donde terminaron estableciéndose. Las provincias de Aquitania y de la Novempopulana (la actual Gascuña), de Lyon y de Narbon, son, a excepción de unas pocas ciudades, un escenario universal de devastación. Y las que sobreviven a la espada que llega de fuera, sucumben al hambre que surge dentro. No puedo dejar de hablar sin lágrimas de Tolosa, que ha evitado caer a la invasión por el mérito de su reverenciado obispo Exuperio., así escribió Jerónimo a una viuda romana en el año 409 (“Cartas” ccxxiii.16 ). En el año 413, tres años después de haber saqueado Roma, los Visigodos, dirigidos por su rey Ataúlfo, conquistaron Tolosa, aunque bajo la presión del ejército romano, pronto se retiraron al sur de los Pirineos. Tras el asesinato de Ataúlfo, su sucesor Walia hizo la paz con los romanos, y a cambio de la paz en el año 418 el emperador Honorio concedió a los Visigodos la región de Aquitania, así como la ciudad de Tolosa en la Galia Narbonense. Los Visigodos eligieron la prestigiosa y rica Palladia Tolosa como capital de su reino, terminando así con el gobierno de Roma en la ciudad.

## El reino visigodo de Tolosa: 418 – 508

Extensión del reino visigodo de Tolosa hacia el año 500.

Los reyes visigodos de Tolosa, oficialmente uno de los “foederati” (aliados federados) del Imperio Romano de Occidente y limitado a Aquitania y Tolosa, pronto comenzó a extenderse sobre los territorios vecinos. Como aliados de Roma, los visigodos ayudaron a derrotar a los diversos pueblos germánicos que habían invadido Hispania, especialmente los Suevos, y se aprovecharon de su posición para extender su propio territorio al sur de los Pirineos. Intentaron conquistar la costa mediterránea de lo que quedaba de la Galia Narbonense, pero se detuvieron ante la oposición de sus aliados romanos. En el año 439 el general romano Liborio derrotó a los visigodos en Narbona e incluso consiguió rechazarlos de regreso a Tolosa. Asedió la ciudad, pero fue derrotado y tomado prisionero en una batalla en el exterior de la ciudad. Avito, el prefecto pretoriano de la Galia, que disfrutaba de gran influencia en la corte del rey visigodo Teodorico I, fue enviado a Tolosa para firmar un acuerdo de paz. En el año 451, ante la amenaza de una gran invasión de los Hunos en la Galia, Avito negoció de nuevo un tratado entre Roma y los visigodos, y unidos, los aliados derrotaron a los hunos. En el año 455, Avito, que había sido nombrado magister militum (el principal oficial militar del Imperio Romano), durante una misión diplomática ante el rey visigodo Teodorico II fue proclamado emperador romano en Tolosa por sus amigos visigodos cuando llegaron noticia de que los Vándalos habían saqueado Roma y que el emperador Petronio Máximo había sido asesinado. Sin embargo, el reinado de Avito en Roma fue breve, ya que fue derrotado por sus enemigos en el año 456. Esta derrota rompió las relaciones con los visigodos, que desde entonces lucharon constantemente contra los nuevos líderes romanos. Finalmente, un Imperio Romano cada vez más débil terminó cediendo a las presiones, y la región de Narbona fue finalmente conquistada por los visigodos en el año 462.
El rey Eurico de los visigodos (466 – 484) fue un enemigo muy peligroso para Roma, y tuvo gran éxito extendiendo el territorio visigodo en la Galia e Hispania. En el año 475 rompió oficialmente su tratado de alianza con Roma y proclamó la independencia completa de su reino, un año antes de la desaparición del Imperio Romano de Occidente. Tolosa era ahora la capital del expansivo reino godo. A finales del siglo V, el reino visigodo de Tolosa se extendía desde el valle del Loira en el norte hasta el estrecho de Gibraltar al sur, y desde el río Rhone en el este al océano Atlántico en el oeste. Fue el mayor territorio controlado desde Tolosa.

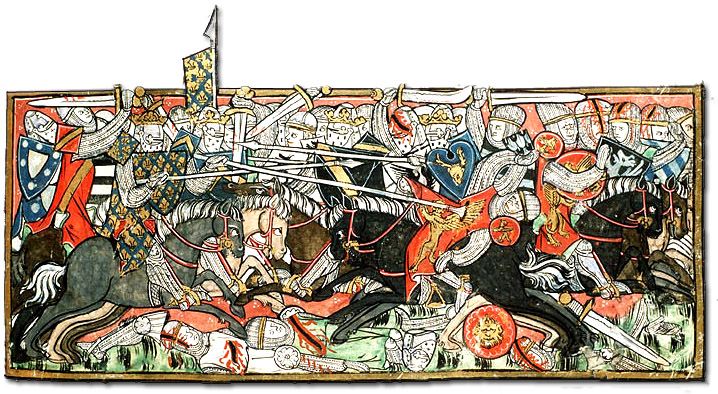
Batalla entre el rey Clodoveo y los visigodos.

Al contrario que la mayoría de las ciudades de Europa occidental, Tolosa siguió prosperando durante el período de las migraciones germánicas (también conocido como invasiones germánicas). Aunque los visigodos profesaban una rama del cristianismo no trinitaria conocida como arrianismo, y vivían separados de sus vasallos galorromanos, por lo general eran bien aceptados, pues su presencia les proporcionaba protección y prosperidad. La ciudad amurallada construida en el siglo I siguió ocupando el mismo espacio, mientras la mayoría de las ciudades de Europa Occidental estaban construyendo nuevas murallas que abarcaban solo una parte reducida del territorio romano. El tesoro que los visigodos habían acumulado durante el saqueo de Roma en el año 410 (entre el que según se dice se encontraba el tesoro del Templo de Jerusalén saqueado por Tito en el siglo I), se dice que fue almacenado en Tolosa durante esta época. Poco a poco los visigodos fueron mezclando su cultura germánica con la de sus vasallos romanos. Preservaron la ley romana a través del Breviario de Alarico en el año 506, que fue la ley del reino visigodo tanto para los visigodos como para los romanos. A efectos prácticos, el reino visigodo de Tolosa se encontraba más romanizado y más desarrollado que el reino que los Francos habían creado al norte del valle del río Loira.
Sin embargo, los francos paganos se convirtieron al catolicismo durante el reinado de Clodoveo, que recibió un consideraba apoyo de los obispos cristianos de la Galia, convirtiéndose en la única institución de poder efectivo que se oponía al arrianismo de los nobles visigodos. Poco después, en su expansión hacia el sur los francos llegaron a la frontera norte del reino visigodo y la guerra terminó estallando. Finalmente el rey visigodo Alarico II fue derrotado por el rey franco Clodoveo I en la Batalla de Vouillé en el año 507, una batalla importante para la historia de la Francia moderna (etimológicamente “tierra de los francos”), en la que los francos son considerados “franceses” y los visigodos se han convertido en “extranjeros”. Tras su victoria, los francos siguieron avanzando hacia el sur, conquistaron Aquitania y capturaron Tolosa en el año 508. Los visigodos se retiraron hacia sus dominios en Hispania, donde posteriormente instalarían su capital en Toledo. Tolosa se convirtió en parte d Aquitania, separada de Narbona, donde los visigodos mantenían una influencia cada vez más reducida.

## Los francos merovingios y el ducado de Aquitania: 508 – 768
Tras la conquista de los francos, Tolosa entró en un período de declive y anarquía. El mal tiempo, las plagas, la reducción demográfica, el declive cultural y en la educación son rasgos extendidos en las tierras de los francos en el oscuro período de los siglo VI y VII. A la muerte del rey Clodoveo I en el año 511, el territorio de Aquitania fue dividido entre sus hijos (la dinastía de los Merovingios) con el resto del reino. Políticamente fue un período muy turbulento, debido a las luchas sucesorias entre los reyes merovingios por la conquista de todo el reino franco, que se reunificó y dividió una y otra vez. Alejada de la base de poder de los francos en el norte, Aquitania se encontraba débilmente controlada por los reyes francos, que nombraron duques para que gobernaran la región en su nombre. En el año 680 el Ducado de Vasconia (fundado hacia 602) y Aquitania se unieron bajo la unión personal del primer duque independiente de Aquitania Félix, un patricio de origen romano procedente de Tolosa. La monarquía merovingia se encontraba tan debilitada que surgió una dinastía independiente de duques en Aquitania. Si estos duques eran parientes de los merovingios, enviados francos que crearon su dinastía o gobernantes locales todavía sigue siendo una cuestión de debate. Aunque su independencia no era reconocida por los merovingios, los duques de Aquitania gobernaban como reyes sobre la región (que por entonces incluía la Gascuña al sur del río Garona) y su capital se encontraba en Tolosa.
A comienzos del siglo VIII los árabes aparecieron en la región. Procedentes de España y avanzando por la costa mediterránea capturaron Narbona, en manos de los últimos visigodos, en el año 719. Entonces Al-Samh ibn Malik al-Khawlani, el wali (gobernador) de Al-Ándalus (la España musulmana) reunió un ejército originario del norte de África, Siria y Yemen y se dispuso a conquistar Aquitania. Avanzando hacia el oeste desde Narbona asedió Tolosa, la capital del ducado, pero después de tres meses de asedio, cuando la ciudad iba a rendirse, el duque Odón de Aquitania (también conocido como Eudes), que había dejado la ciudad en busca de ayuda y refuerzos, regresó con un ejército y derrotó al ejército árabe en la batalla de Tolosa, el 9 de junio de 721, junto a las murallas de a ciudad. Los francos se habían negado a ayudar al duque de Aquitania, deseando aprovechar la situación para recuperar el ducado, por lo que los árabes fueron derrotados por la alianza entre aquitanos y gascones. La batalla de Tolosa fue una derrota aplastante para los árabes, que se dispersaron y sufrieron graves pérdidas. El gobernador Al-Samh murió debido a las heridas sufridas en batalla y el resto de los árabes, dirigidos por su segundo al mando Abd al-Rahman al-Ghafiqi retrocedieron hacia Narbona, pero e duque Odón decidió no perseguirlos. Esta batalla todavía es recordada entre los historiadores árabes como el principal obstáculo para la expansión musulmana hacia occidente.
Sin embargo, el duque Odón desconfiaba de los francos merovingios, que se habían negado a ayudarle, y en algún momento anterior al año 730 estableció una alianza con el gobernante musulmán de Cataluña, Uthma ibn Naissa (también conocido como Munuza). El duque de Aquitania consideraba que su principal amenaza eran sus vecinos francos al norte. Odón se casó con la hija de Munuza y las incursiones árabes en Aquitania se detuvieron temporalmente, permitiendo a Odón concentrarse en la política con el reino franco. Sin embargo, en el año 731 Munuza se rebeló contra el nuevo wali de Al-Ándalus Abderramán al-Ghafiqi. Abderramán derrotó a Munuza y para castigar al duque Odón por su alianza con su adversario realizó un ataque contra Aquitania. Con el recuerdo de la Batalla de Tolosa, los árabes cruzaron los Pirineos más al oeste, y en lugar de atacar la ciudad se dirigieron hacia Burdeos, donde derrotaron al ejército del duque Odón, que se vio obligado a firmar la paz. Como resultado de su derrota, el duque disolvió parte de sus ejércitos. Sin embargo, los árabes no se detuvieron con la conquista de Burdeos y siguieron avanzando hacia el norte, hacia la abadía franca de Tours. A Odón no le quedó más remedio que pedir ayuda a sus enemigos francos. Carlos Martel, mayordomo del rey franco (durante esta época los reyes merovingios era poco más que títeres de sus mayordomos), finalmente decidió actuar frente a la amenaza árabe que avanzaba hacia su reino, reunió un ejército y se enfrentó a los árabes cerca de Poitiers. El 25 de octubre del año 732, en la Batalla de Poitiers, los árabes fueron derrotados y Abderramán murió en la batalla. Los cronistas de la época de Carlomagno, nieto de Carlos Martel, enfatizaron la victoria y todavía hoy en Europa se considera que esta batalla salvó Europa y a la cristiandad de los árabes.
Tras la Batalla de Poitiers, el duque Odón fue obligado a rendir vasallaje a Carlos Martel y a reconocer la soberanía de los francos. Sin embargo, los francos estaban ocupados con la conquista del reino de Burgundia y no siguieron avanzando hacia el sur, dejando que Odón continuara gobernando de forma prácticamente independiente hasta su muerte en el año 735. Fue sucedido por su hijo, el duque Hunaldo (también conocido como Hunoldo, Hunold o Hunaud). Hunaldo se negó a reconocer la autoridad de Carlos Martel, que reaccionó enviando a sus ejércitos al sur y conquistando Burdeos en el año 736. Como su padre, Hunaldo tuvo que aceptar la soberanía franca y Carlos Martel retiró sus tropas de Aquitania para atacar los territorios árabes en la costa mediterránea alrededor de Narbona. En el año 741 Carlos murió y fue sucedido por su hijo Pipino el Breve. El duque Hunaldo volvió a rebelarse contra la autoridad de los francos en el año 742, pero fue derrotado en 745 y fue forzado a retirarse a un monasterio. Fue sucedido por hijo el duque Waiofar de Aquitania (también conocido como Gaiferos, Waifer, Waifre o Gaifier). Pipino, ante los problemas internos de los francos, y compartiendo el poder con su hermano, por el momento dejó que Gaiferos gobernara Aquitania sin oposición. Sin embargo, en el año 747, Pipino se convirtió en el único señor del reino franco. En el año 751 depuso al último rey merovingio y fue elegido rey de los francos con el apoyo del Papa de Roma, fundando la dinastía de los Carolingios.
En el año 752 Pipino reanudó la conquista de los territorios árabes en la costa mediterránea de Narbona, con gran resistencia local. El duque Gaiferos intervino en ayuda de los musulmanes, pero los francos consiguieron finalmente conquistar Narbona y a efectos prácticos acabar con la presencia árabe al norte de los Pirineos. El ducado de Aquitania se encontraba rodeado por el reino franco en la mayor parte de sus fronteras, y en el año 760 Pipino inició la conquista de Aquitania, una expedición difícil. Durante años los francos lucharon hasta conquistar Aquitania y Gascuña, y en el año 768 las últimas bolsas de resistencia fueron sometidas. El duque Gaiferos fue traicionado y asesinado en misteriosas circunstancias, y gran parte del ducado de Aquitania quedó arrasado como consecuencia de la guerra, debido en gran parte a las tácticas de tierra quemada utilizadas por los contendientes.

## Los francos carolingios y el reino de Aquitania: 768 – 877
Tolosa, así como Aquitania y Gascuña, pasó de nuevo a formar parte del reino de los francos. Poco después de su victoria, Pipino el Breve moría en el año 768 y era sucedido por sus hijos Carlomagno y Carlomán. Como resultado, Hunaldo II, hijo del difunto duque Gaiferos de Aquitania, inició una insurrección contra el poder franco en Aquitania. Carlomagno intervino y lo derrotó. En el año 771 Carlomán murió y Carlomagno se convirtió en el único soberano del reino franco. En el año 778 Carlomagno inició una expedición contra los árabes de España para ayudar a sus potenciales aliados de Zaragoza, pero tras un inicio fallido y en el camino de regreso tuvo lugar la famosa derrota de Roncesvalles: la retaguardia del ejército de Carlomagno fue atacado en el paso del mismo nombre por guerreros vascones. Carlomagno fue consciente de que el poder de los francos sobre Aquitania y Gascuña seguía siendo débil y que las poblaciones locales no eran del todo leales a los francos. En consecuencia, ese mismo año reorganizó la administración de la región, imponiendo una administración directa por parte de los francos y nombrando “condes” (enviados del rey franco) en las principales ciudades, como Tolosa.
En el año 781 Carlomagno creó el Reino de Aquitania, que abarcaba toda la Aquitania actual (incluyendo Gascuña) más la costa mediterránea desde Narbona a Nimes (territorio conocido durante la época como Gothia), y cedió la corona del nuevo reino a su hijo de tres años Luis. Dentro del Imperio Carolingio también fueron creados otros reinos como Baviera o Lombardía. De esta forma Carlomagno pretendía asegurar la lealtad de las poblaciones locales de los territorios recién conquistados o con gran autonomía local. Los hijos de Carlomagno asumieron las coronas de esos reinos. Durante esta época el Reino de Aquitania comenzó a recuperarse de la guerra contra Pipino el Breve y a prosperar.
Carlomagno también decidió que no podía confiar en la nobleza local de Aquitania, por lo que nombró condados dirigidos por nobles francos (como Fezensac) para que combatieran el poder de la nobleza local, como el duque Lope II de Vasconia. La supervisión general de la frontera con el territorio vascón parece haber sido encomendada a Chorson, nombrado conde o duque de Tolosa. Esta política fue impopular para los vascones, y en el año 787 o 789 Chorson fue capturado por Odalrico, posiblemente el hijo del duque Lupo II, que obligó a Chorson a firmar un acuerdo tan vergonzoso que Carlomagno lo sustituyó por el conde Guillermo en el año 790.
En general el reinado de Carlomagno coincidió con un período de recuperación en Europa Occidental, y Tolosa no fue una excepción. La ciudad se convirtió en la principal fortaleza militar de los carolingios frente a la España musulmana. Carlomagno y los francos emprendieron varias campañas militares contra los musulmanes desde Tolosa prácticamente cada año. Barcelona fue conquistada en el año 801, así como gran parte de Cataluña. Junto con parte de los territorios al norte del río Ebro la parte norte de los actuales Aragón y Navarra y al sur de los Pirineos, la región se convirtió en la Marca Hispánica del Imperio Carolingio.
En el año 814 Carlomagno murió, y su único hijo superviviente era Luis, rey de Aquitania, que fue nombrado emperador con el nombre de Luis el Piadoso. El reino de Aquitania fue cedido a Pipino, hijo segundo de Luis el Piadoso. Gothia fue separada del Reino de Aquitania y pasó a ser administrada directamente por el emperador, devolviendo así los límites originales del ducado de Aquitania. Pronto surgieron problemas políticas debido a la sucesión imperial. Luis el Piadoso tenía tres hijos y en el año 817 comenzó una primera división de la futura herencia del imperio: Pipino fue confirmado como rey de Aquitania, Luis el Germánico fue nombrado rey de Baviera, mientras que Lotario, el primogénito, fue nombrado coemperador con su padre con autoridad sobre sus hermanos menores.
En el año 823 Carlos nació de un segundo matrimonio de Luis el Piadoso. Su madre deseaba situar a su hijo en la línea de sucesión y presionó a su esposo. Luis el Piadoso terminó cediendo y estalló una guerra sucesoria en la que sus tres primeros hijos se rebelaron contra él, lo que terminaría provocando el colapso del Imperio Carolingo. Luis el Piadoso fue derrocado del poder y reinstalado sucesivamente en varias ocasiones. En el año 838 Pipino I de Aquitania murió y Luis el Piadoso y su esposa consiguieron instalar a Carlos el Calvo como nuevo rey de Aquitania. En la asamblea de Worms, en el año 839 el Imperio Carolingio fue de nuevo repartido: Carlos el Calvo recibiría la mitad occidental del Imperio, Lotario la parte central y oriental, mientras que Luis el Germánico recibiría Baviera. Sin embargo Pipino II, el hijo de Pipino I, no aceptó este nuevo reparto. Fue proclamado rey por los aquitanos (pero no por los vascos, que separaron el ducado de Vasconia de Aquitania) y se rebeló contra su abuelo. En Baviera, Luis el Germánico también se opuso a la decisión de su padre.
Finalmente Luis el Piadoso murió en el año 840. Lotario, el hijo mayor, reclamó el gobierno de todo el imperio y estalló una guerra generalizada. Lotario se alió primero con su sobrino Pipino II, Luis el Germánico se alió con su hermanastro Carlos el Calvo y juntos derrotaron a Lotario. En agosto del año 843 firmaron el Tratado de Verdún, en el que el Imperio Carolingio fue dividido en tres partes: Carlos el Calvo recibió la parte occidental, “Francia Occidentalis” (la futura Francia), Luis el Germánico recibió la parte oriental “Francia Oriental” (que se convertiría en el Sacro Imperio Romano Germánico), mientras Lotario recibía la parte central, la Lotaringia, que pronto sería conquistada y dividida por sus dos hermanos. 
Las luchas dinásticas habían debilitado el Imperio Carolingio y algunos invasores aprovecharon la situación, especialmente los vikingos. Tras la firma del Tratado de Verdún, Carlos el Calvo avanzó hacia el sur para derrotar a Pipino II y conquistar Aquitania. Primero conquistó Gothia, derrotando a su conde rebelde (que se había aprovechando de las luchas entre los carolingios para separarse del gobierno imperial) y lo ejecutó. En el año 844 se dirigió hacia el oeste y asedió Tolosa, que Pipino II de Aquitania había convertido en su capital. Sin embargo, tuvo que retirarse sin conquistar la ciudad. Ese mismo año los vikingos entraron en la desembocadura del río Garona, saquearon Burdeos y navegaron río arriba hasta Tolosa, saqueando y devastando las poblaciones que encontraban a su paso. Sin embargo, al llegar a Tolosa la encontraron bien defendida por lo que decidieron retroceder. Todavía es una cuestión de debate entre los historiadores si Pipino II habría recurrido o no a los vikingos en su guerra contra Carlos el Calvo (tal y como afirmarían posteriormente los cronistas favorables a Carlos) y que se dedicaron a saquear al no recibir el pago adeudado o simplemente se aprovecharon de la situación de guerra para saquear sin ser molestados y decidieron retirarse de Tolosa, que acaba de resistir con éxito el asedio de Carlos.
Tras estos acontecimientos, en el año 845 Carlos el Calvo firmó un tratado de paz con el rey Pipino II de Aquitania, en la que Pipino era reconocido como rey de Aquitania a cambio de que cediera la parte norte de su reino (el condado de Poitiers) a Carlos el Calvo. Sin embargo, los aquitanos se encontraban muy descontentos con Pipino II, quizás debido a su actitud amistosa hacia los vikingos que habían causado daños terribles a las ciudades del país, y en el año 848 varios nobles aquitanos pidieron a Carlos el Calvo que derrocara a Pipino II. En el año 849 los ejércitos de Carlos avanzaron nuevamente hacia el sur y Tolosa le fue entregada por Frédelon, el conde de Tolosa que Pipino II había nombrado recientemente. Carlos el Calvo confirmó oficialmente a Frédelon como conde de Tolosa y poco después sometió toda la Aquitania. En el año 852 el rey Pipino II fue hecho prisionero por los vascos y entregada a su tío Carlos, que lo recluyó en un monasterio.
En el año 852 el conde Frédelon de Tolosa murió y Carlos el Calvo nombró a Raimundo (“Raimond”), el hermano de Fredelon, como nuevo conde. Se trataba de un favor especial, ya que normalmente los condes eran solo agentes administrativos y no eran elegidos en la misma familia. Sin embargo, sería el comienzo de la dinastía de los condes de Tolosa, descendientes del conde Raimundo I de Tolosa (“Raimond I”). En el año 855, siguiendo el ejemplo de su abuelo Carlomagno, Carlos el Calvo recreó el reino de Aquitania (sin Gothia) y cedió la corona a su hijo Carlos el Niño. Mientras tanto, Pipino II de Aquitania había escapado del monasterio donde había sido recluido por su tío en el año 854, e inició una insurrección en Aquitania. Sin embargo, su presencia no resultó muy popular entre los aquitanos y fracasó en su levantamiento. Entonces recurrió a los vikingos en busca de ayuda. En el año 864, al mando de un ejército vikingo, Pipino II asedió Tolosa, donde el conde Raimundo resistió ferozmente. El asedio fracasó, por lo que los vikingos se dedicaron a saquear otros lugares de Aquitania. Abandonado por todos, Pipino II renunció a sus ambiciones. Fue capturado y de nuevo recluido en un monasterio, donde moriría poco después.
En el año 866 murió Carlos el Niño. Carlos el Calvo convirtió a su otro hijo Luis el Tartamudo en nuevo rey de Aquitania. Durante este período el poder central del reino de Francia estaba perdiendo autoridad. Carlos el Calvo no consiguió contener los periódicos ataques de los vikingos, y las poblaciones locales tuvieron que depender de los condes y autoridades locales para resistir, reforzando su poder y desligándose de la autoridad central de Carlos el Calvo en París. A medida que crecían en poder, muchos condes consiguieron transmitir su posición a sus hijos y establecer dinastías locales. Estallaron guerras entre las autoridades centrales y los condes, así como entre los propios condes, debilitando las defensas contra los vikingos, convirtiéndose en un período desastroso.
En el año 877 el rey Carlos el Calvo se vio obligado a ceder: firmó el Capitulario de Quierzy, que permitía que los condes fueran sucedidos por sus hijos cuando morían. En gran parte fue uno de los pilares del feudalismo en Europa Occidental. Carlos el Calvo murió cuatro meses después. El nuevo rey de Francia era su hijo Luis el Tartamudo, formalmente rey de Aquitania. Luis no eligió a ninguno de sus hijos como rey de Aquitania, y a efectos prácticos puso fin al reino de Aquitania, que no sería reconstruido. Luis el Tartamudo moría poco después en el año 879 y fue sucedido por sus dos hijos, Luis III y Carlomán. Luis III heredó el noroeste de Francia, mientras Carlomán heredaba Burgundia y Aquitania. Sin embargo, en la práctica el poder central de Francia se encontraba tan debilitado que los condes del sur de Francia alcanzaron una autonomía completan y sus dinastías gobernaban con independencia. El gobierno real de París no fue capaz de restablecer su autoridad sobre el sur de Francia durante los cuatro siglos siguientes.

## 877-SigloX

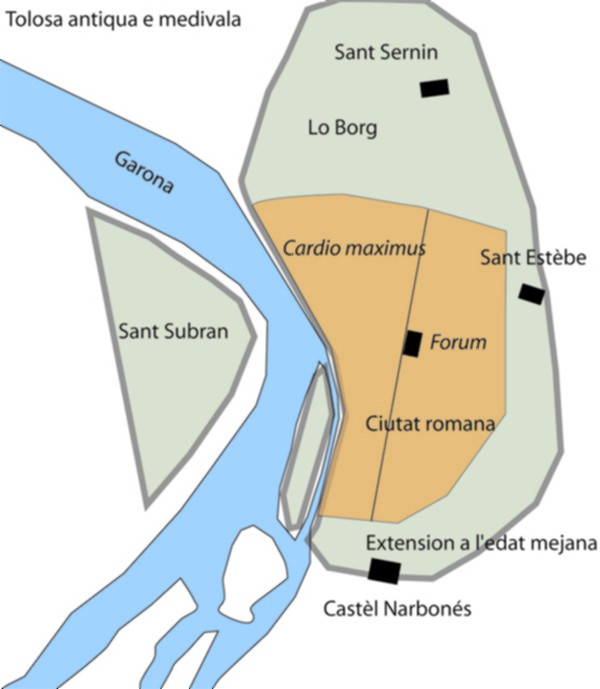
La ciudad de Tolosa a principios de la Edad Media

A finales del siglo IX, Tolosa se había convertido en la capital de un condado independiente, el condado de Tolosa, gobernado por la dinastía fundada por Frédelon, que en teoría se encontraba bajo la soberanía del rey de Francia, pero en la práctica era por completo independiente. Al principio los condes de Tolosa tuvieron que luchar para mantener su posición, siendo desafiados por los condes de Auvernia, que gobernaban en el nordeste del anterior reino de Aquitania y que reclamaban el condado de Tolosa como propio, y que llegaron incluso a expulsar temporalmente a los condes de Tolosa de la ciudad. Sin embargo, la dinastía de Tolosa consiguió sobrevivir mientras otras muchas dinastía locales desaparecían. Su condado solo era una pequeña parte del antiguo reino de Aquitania, en su parte sudeste. Sin embargo, a la muerte del conde Guillermo el Piadoso de Auvernia en el año 918, consiguieron la posesión de la Gothia que había sido parte de la familia de los condes de Auvernia durante dos generaciones. De esta forma duplicaron su territorio, reunificando Tolosa con la costa mediterránea desde Narbona a Nimes. Así el condado de Tolosa adoptó su forma definitiva, desde Tolosa al oeste hasta el río Rhone al este, una unidad que sobreviviría hasta la Revolución Francesa como la provincia del Languedoc. Políticamente Tolosa nunca volvió a ser parte de Aquitania, cuya capital se trasladaría a Poitiers y posteriormente a Burdeos. Sin embargo, al principio, las relaciones con Aquitania continuaron siendo fuertes. El conde Guillermo el Piadoso de Auvernia fue el primero en reclamar de nuevo el título de duque de Aquitania en la década de 890. Después el conde de Poitiers heredó ese título en el año 927. En el año 932 el rey Raúl (Rodolfo, duque de Borgoña) de Francia luchó contra el conde de Poitiers y concedió el título de Duque de Aquitania a su nuevo aliado el conde Raimundo III Ponce (“Raimond III”) de Tolosa. Sin embargo, este título no significaba mucho. Los diversos condes del territorio de la antigua Aquitania eran todos independientes y no reconocían ninguna autoridad superior.
Diversas facciones competían por el trono de Francia, pero como la autoridad central había desaparecido, la posición de rey de Francia era un título con escaso poder. Tras la muerte de Raúl, otra facción consiguió establecer un príncipe carolingio educado en Inglaterra en el trono francés Luis IV de Ultramar. Raimundo III se encontraba en una facción opuesta y por esta razón cuando el conde murió en el año 950, Luis IV otorgó el título de Duque de Aquitania al conde Guillermo III “Cabeza de Estopa”, aliado del rey de Francia. Desde entonces el título de Duque de Aquitania sería usado por la dinastía de los condes de Poitiers, cuya base de poder en el Poitou se encontraba en el noroeste de la antigua Aquitania. Los condes de Tolosa pronto olvidaron cualquier ambición de conquistar toda la Aquitania. Finalmente, a la muerte del rey carolingio Luis V en el año 987, la facción de Roberto el Fuerte consiguió apoderarse del trono y Hugo Capeto se convirtió en rey de Francia, poniendo fin a la dinastía carolingia. Hugo fue el fundador de la dinastía de los Capetos, que gobernaría Francia durante los siguientes ocho siglos. 
Los condes de Tolosa habían extendido su dominio hasta la costa mediterránea, pero no consiguieron disfrutar durante mucho tiempo de sus conquistas. Durante el siglo X la civilización había declinado y las artes y la educación se encontraban en un período de decadencia. Se produjo un momentáneo renacimiento cultural durante la época de Carlomagno, pero con el regreso de las invasiones, especialmente los ataques vikingos, Europa Occidental se encontraba en un período de recesión. Hacia finales del siglo X el territorio de Francia se encontraba en manos de miles de gobernantes locales que en muchas ocasiones solo controlaban una pequeña villa o un castillo con varias aldeas alrededor. Durante este período los condes de Tolosa perdieron gran parte de su influencia sobre el condado y solo tenían una autoridad real sobre unas pocas posesiones. Incluso la propia ciudad de Tolosa estaba gobernada por un vizconde que gobernaba con independencia de los condes de Tolosa.
Otro período de invasiones también afectó al condado de Tolosa. El primer califa de Córdoba, Abderramán III, consiguió reunificar la España musulmana y llevó al emirato de Córdoba a su auge, transformándolo en un califato en el año 929, para hacer frente a los califas fatimíes del norte de África. En la década de 920 el califa cordobés lanzó una ofensiva general contra los reinos cristianos de España y uno de sus ejércitos, posiblemente en el año 929, llegó a atravesar los Pirineos y llegó hasta el condado de Tolosa, aunque no atacó la ciudad. En el año 924, los magiares, (antecesores de los húngaros), lanzaron una expedición contra occidente y también llegaron hasta Tolosa, donde fueron derrotados por el conde Raimundo III. A finales del siglo X y tras las guerras dinásticas de los Carolingios, Tolosa se encontraba en un estado de recesión, con muchos terrenos sin cultivar y muchas granjas abandonadas. No obstante, en contraste con el norte de Francia, Tolosa se benefició de la proximidad comercial y cultural con la España musulmana y había conservado mejor la ley y la herencia clásica de Roma, a pesar de los sucesivos tumultos producidos desde la caída del Imperio Romano de Occidente.

## sigloXI

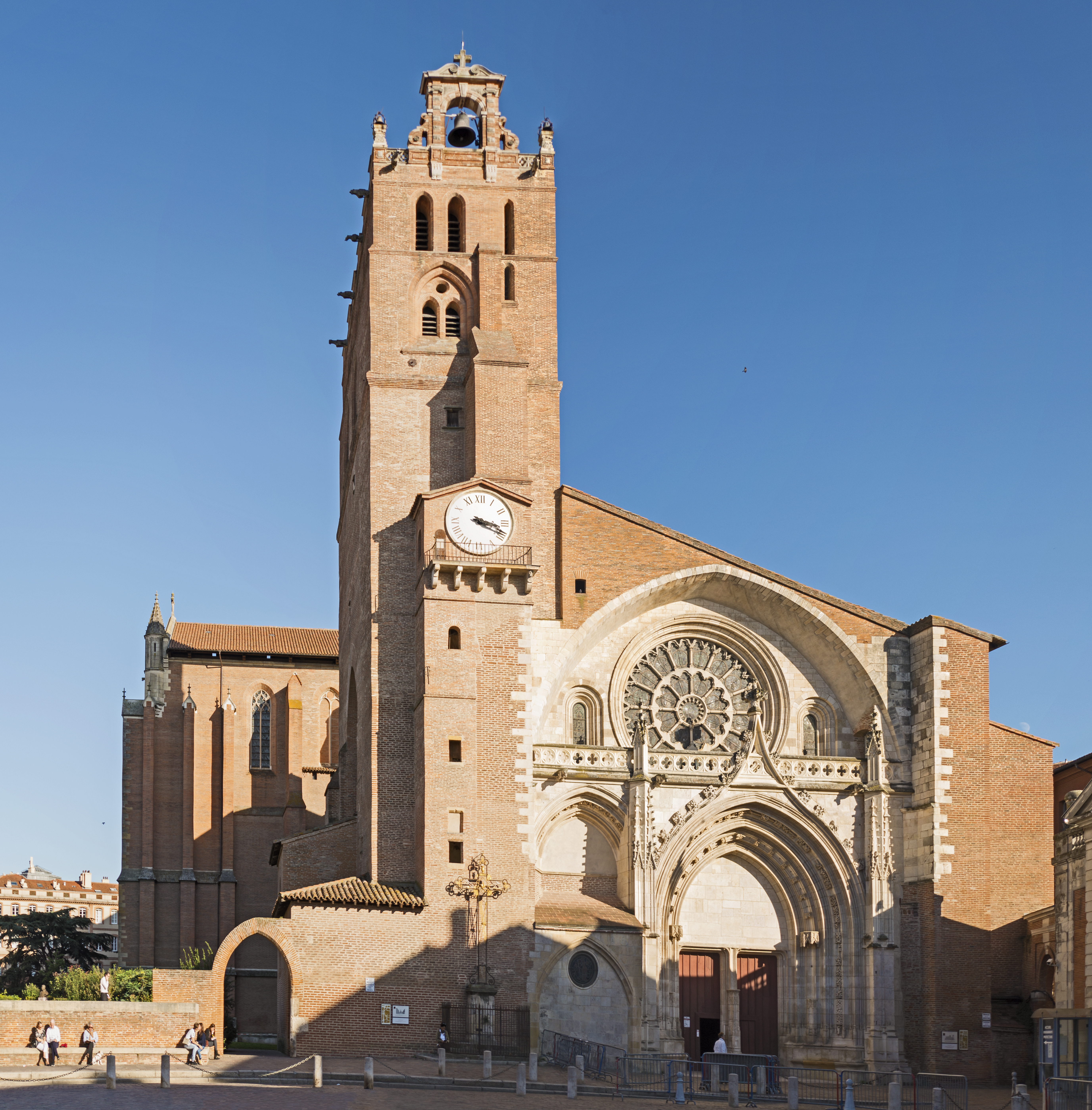
Catedral de San Esteban.

El final de la dinastía carolingia también marco los comienzos del feudalismo. A principios del nuevo milenio, la actitud abusiva del clero y la confiscación eclesiástica por parte de la administración de Tolosa inició un período de degradación religiosa. La iglesia de Saint Sernin, la basílica de la Daurade y la catedral de San Esteban sufrían los efectos de la decadencia y el abandono. En respuesta, surgieron nuevas corrientes de reforma religiosa como la orden de Cluny.
El obispo Isarn de Tolosa, ayudado por el Papa Gregorio VII, intentó restaurar el orden. Entregó la basílica de la Daurade a los monjes cluniacenses en el año 1077. En Saint Sernin se encontró con una fuerte oposición en la figura de Raimond Gayrard, un preboste que acababa de construir un hospital para los pobres y estaba proponiendo la construcción de una nueva basílica.
Apoyado por el conde Guillermo IV, Raimond finalmente consiguió permiso del Papa Urbano II para construir el edificio en 1096. Las querellas religiosas revitalizaron la fe de Tolosa. Este renacimiento fue acompañado de una nueva expansión demográfica, apoyada por una agricultura más eficiente.
Los suburbios de Saint Michel y Saint Cyprien fueron construidos durante este período. El puente de la Daurade conectó en 1181 el suburbio de Saint Cyprien con las puertas de la ciudad. Los barrios de Saint Sernin y de Saint Pierre des Cuisines también tuvieron una expansión destacada.

## sigloXII
A finales del siglo XI el conde Raimundo IV marchó a la Primera Cruzada, donde murió poco tiempo después de la conquista de Jerusalén, asediando la ciudad de Trípoli. Tras su muerte estalló una guerra sucesoria, y la ciudad de Tolosa fue asediada en varias ocasiones por los pretendientes al condado. En el año 1119 los tolosanos proclamaron conde a Alfonso Jordán, hijo de Raimundo IV. El nuevo conde, agradecido con el pueblo, redujo de inmediato los impuestos a la ciudad.
Con la muerte del conde Alfonso en la Segunda Cruzada en Cesarea, se creó en Tolosa una administración de 8 “capitouls o capitularios. Bajo la dirección del conde asumieron la responsabilidad de regular el comercio y la aplicación de las leyes. Las primeras actas conservadas de los capitouls se remontan al año 1152.
En 1176 el “Capitoulat” de Tolosa estaba formada por 12 miembros, y cada uno representaba un barrio o un suburbio de la ciudad. Durante esta época pasaron a llamarse cónsules y pronto se opusieron al conde Raimundo V. La población de Tolosa se dividió entre los partidarios del conde y los de los cónsules y tras diez años de lucha, en el año 1189 el conde y el consejo urbano acordaron la paz.
En 1190 comenzó la construcción del futuro “capitolio” de Tolosa, la casa comunal, donde se reunía el consejo de la ciudad. Con 24 miembros, posiblemente elegidos, los capitouls asumieron la administración de la policía, el comercio, los impuestos y comenzaron conflictos con las ciudades cercanas. Normalmente Tolosa se hizo con la victoria, extendiendo el dominio de la “patria tolosana”.
A pesar de la intervención del conde, y posteriormente del rey de Francia, la administración de los capitouls de Tolosa disfrutó de una relativa independencia durante casi seis siglos, hasta la Revolución Francesa. Como anécdota, los jugadores del Stade Toulousain, el equipo local de rugby, actualmente visten de rojo y negro, los colores de las togas de los capitouls tolosanos.

## sigloXIII

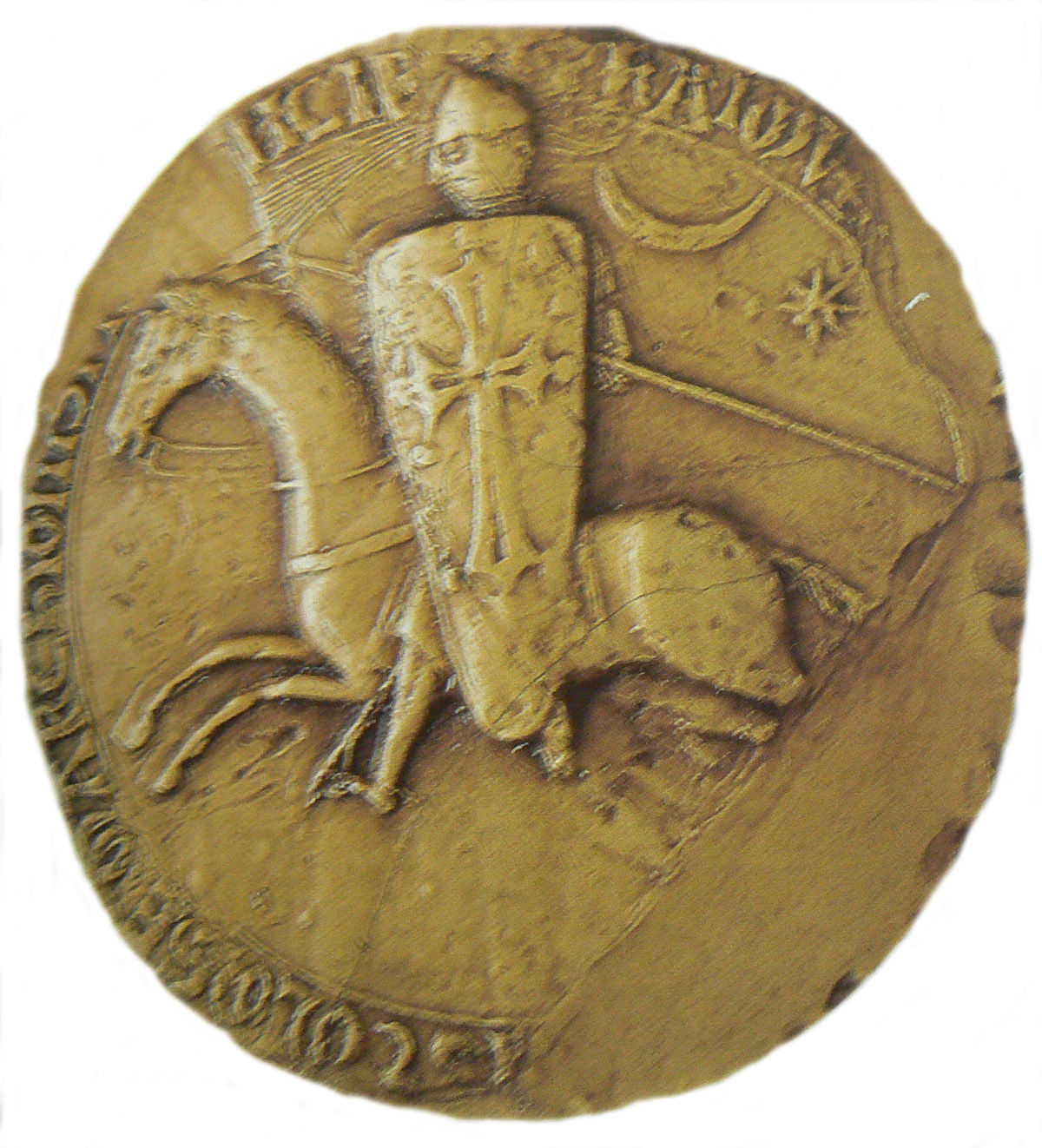
RaimundoVI, conde de Tolosa.

El catarismo es una doctrina que profesa la separación de la existencia material y espiritual. Aunque se han sugerido diversas teorías sobre su origen, se cree que puede estar relacionado con el bogomilismo de Bulgaria y los Balcanes. Debido a sus diferencias doctrinales, entró en conflicto con el catolicismo, y sus seguidores fueron considerados herejes. 
Los cátaros encontraron numerosos seguidores en el sur de Francia durante el siglo XII, y tras el fracaso de los diversos predicadores y obispos locales para acabar con la herejía el Papa Inocencio III decidió convocar una cruzada para acabar con los herejes. Los reyes de Francia aprovecharon la oportunidad para restablecer su influencia sobre el sur del país.
Tolosa no permaneció ajena a la doctrina cátara. La ciudad se dividió entre la Compañía Blanca, que perseguía la herejía, y la Compañía Negra que apoyaba a los cátaros. Los cónsules tolosanos no deseaban la división de la ciudad y desafiaron la autoridad del Pontífice de Roma, negándose a identificar y entregar a los herejes. El conde Raimundo VI, que era católico, fue excomulgado por su disputa con el Papa, y aunque no se decantó directamente por los herejes, sí se opuso a los cruzados franceses que invadieron sus tierras atacado y arrasando poblaciones enteras como Béziers.
En el año 1211, Simón de Monfort, líder de los cruzados, asedió Tolosa, pero tuvo que retirarse. Regresó en el año 1213, tras haber derrotado al rey Pedro II de Aragón, aliado del conde de Tolosa, en la batalla de Muret. En el año 1216 fue proclamado conde de Tolosa por los cruzados.
Los tolosanos se rebelaron contra Simón de Monfort y los cruzados, que pusieron de nuevo sitio a Tolosa. Durante el asedio Simón murió alcanzado por una teja arrojada por los defensores. Los cruzados se retiraron en el año 1219 y el conde Raimundo VI y su hijo Raimundo VII se unieron a los tolosanos. Raimundo VI reconoció el apoyo que había recibido de la población y cedió numerosas prerrogativas a los Capitouls. Murió en 1222.

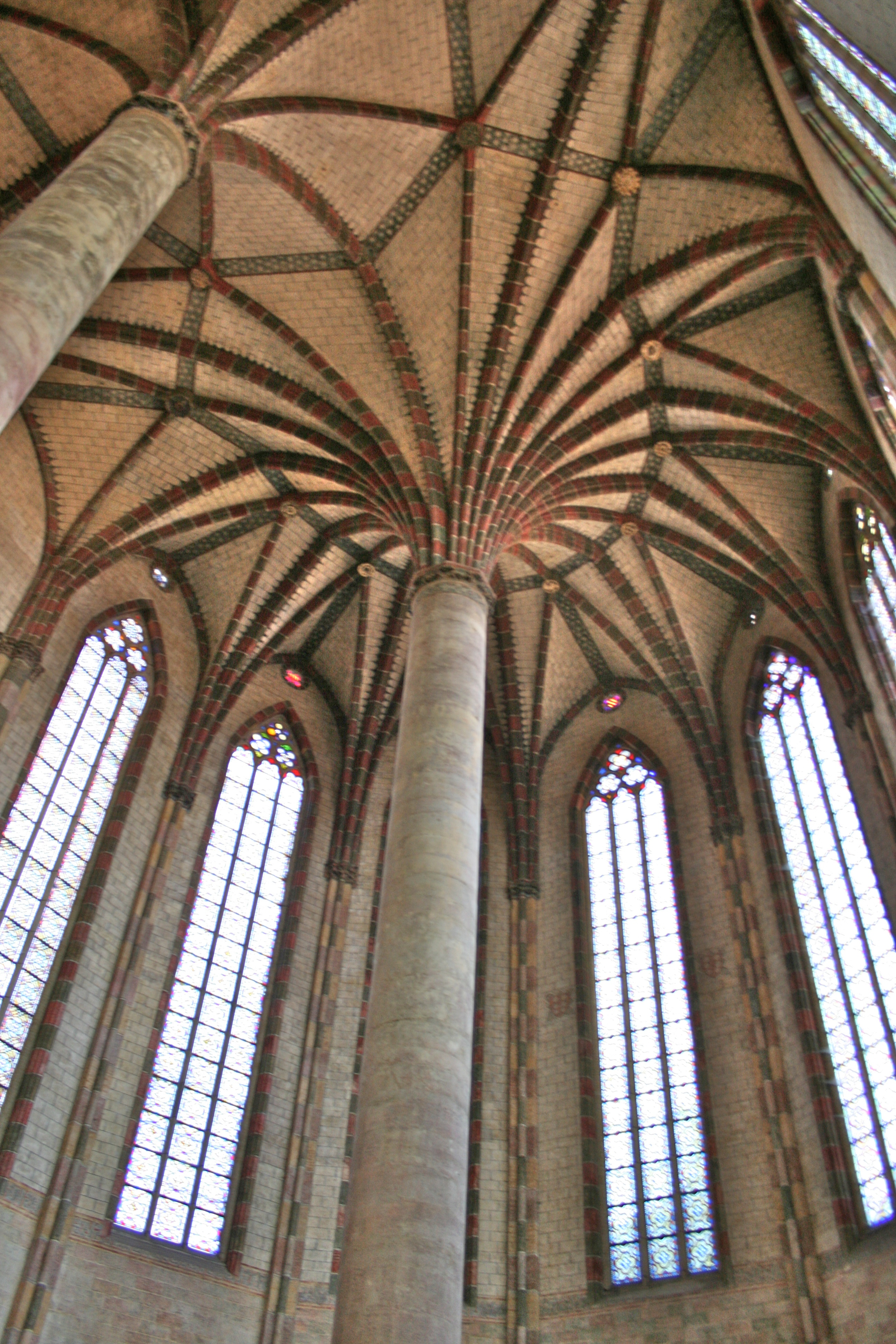
Les Jacobins en Tolosa.

Sin embargo, ni el rey de Francia ni los cruzados renunciaron a sus ambiciones sobre el sur del país, utilizando la herejía como excusa para preparar una nueva cruzada. Atacado y presionado políticamente, el conde Raimundo VII tuvo que firmar en 1229 el Tratado de París, en el que debía apoyar la creación de una universidad en Tolosa, dirigida por los frailes dominicos, dedicada a combatir la herejía y disolver el movimiento hereje. Asimismo, tuvo que casar a su hija Juana con el hermano del rey de Francia.
Varias órdenes monásticas, como los dominicos, se instalaron en Tolosa, en “Les Jacobins”. Paralelamente comenzó un período de inquisición en la ciudad, que en principio fue respondido con varias revueltas populares. El miedo a la represión obligó a los herejes a exiliarse y convertirse, y Tolosa terminaría convirtiéndose en la capital francesa de la Inquisición. En 1244 caída la fortaleza cátara de Montségur, y en 1255 caía Quéribus, el último bastión de los cátaros, aunque la herejía todavía sobreviviría durante unas décadas en el sur de Francia y en Cataluña.
El conde Raimundo VII fue acusado de herejía y murió en 1249, dejando como heredera a su hija Juana. La condesa y su esposo murieron, posiblemente envenenados, en el año 1271, sin dejar herederos. De esta forma el condado de Tolosa pasó a la Corona de Francia.

## sigloXIV
En el año 1323 se estableció el Consistori del Gay Saber en Tolosa, para preservar la poesía y el arte lírico de los trovadores. De esta forma Tolosa, que había sido un centro de la cultura de Occitania, preservó su saber durante los siglos siguientes. El Consistori se mantuvo activo hasta 1484.
Durante los siglos XIV y XV Tolosa reforzó su posición como centro administrativo, y la economía se desarrolló con el comercio de vino a Inglaterra, así como cereales y productos textiles.
Sin embargo, desde mediados del siglo XIV, la llegada de la peste, así como varios incendios e inundaciones devastaron los barrios tolosanos. El estallido de la Guerra de los Cien Años también afectó a la ciudad, que perdió 10.000 habitantes en 70 años. En 1405 Tolosa solo tenía 22.000 habitantes.

## sigloXVaXVI

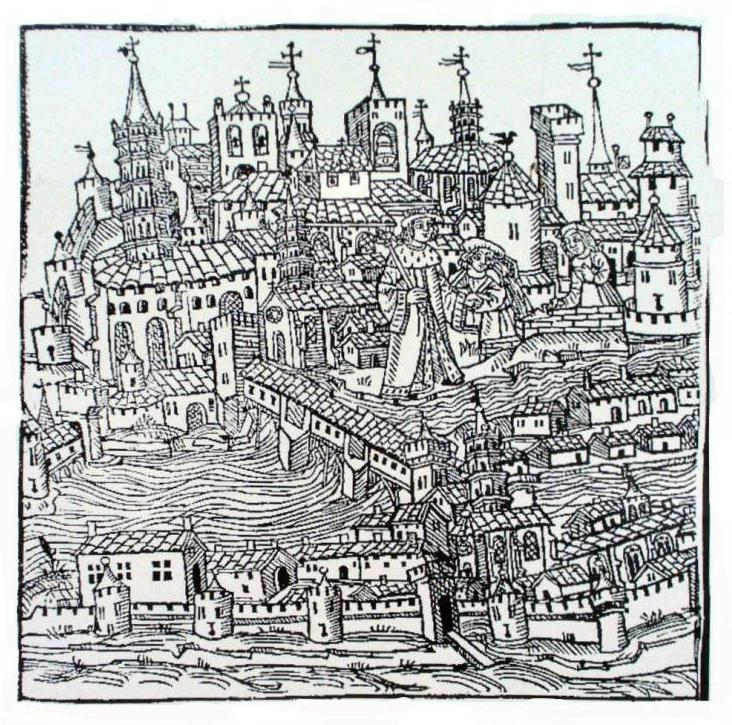
Civitas Tholosa, Nicolas Bertrand, 1515.

El siglo XV comenzó con la creación del Parlamento de Toulouse por Carlos VII de Francia. Prometiendo una reducción de tributos, el rey reforzó su influencia y desafió la administración de los capitouls de Toulouse. 
Durante este siglo también se produjeron varias hambrunas. Los caminos se encontraban en malas condiciones y Tolosa sufrió los efectos de un terrible incendio en 1463. Los edificios situados entre la actual calle Alsace-Lorraine y el río Garona fueron destruidos. La ciudad se enfrentó a una nueva expansión demográfica, lo que resultó en una escasez de espacio edificable.
Desarrollando la actividad textil de la ciudad, el comercio de paños teñidos se incrementó desde 1463. El tinte utilizado durante la época era conocido como “pastel” y activó uno de los períodos más prósperos en la historia de Tolosa. La nueva riqueza fue utilizada en la renovación arquitectónica y la construcción de edificios públicos que todavía hoy son distintivos del casco viejo. Un destacado representante de esta época fue Pierre D’Assézat.
La prosperidad no duró. El tinte pastel pasó de moda al ser sustituido por el añil del Nuevo Mundo, que producía un azul más oscuro y elegante.
A mediados del siglo XVI la Universidad de Tolosa contaba con casi 10.000 estudiantes. El humanismo se extendió entre sus muros y los debates académicos eran a menudo bastante agitados. La inquisición continuaba actuando y condenando personas a la hoguera. 
En el año 1562 la Reforma protestante provocó disturbios en las calles entre calvinistas y católicos, provocando un incendio que destruyó casi 400 casas. D’Assézat fue expulsado y comenzaron 32 años de guerra religiosa en Francia.

## sigloXVII

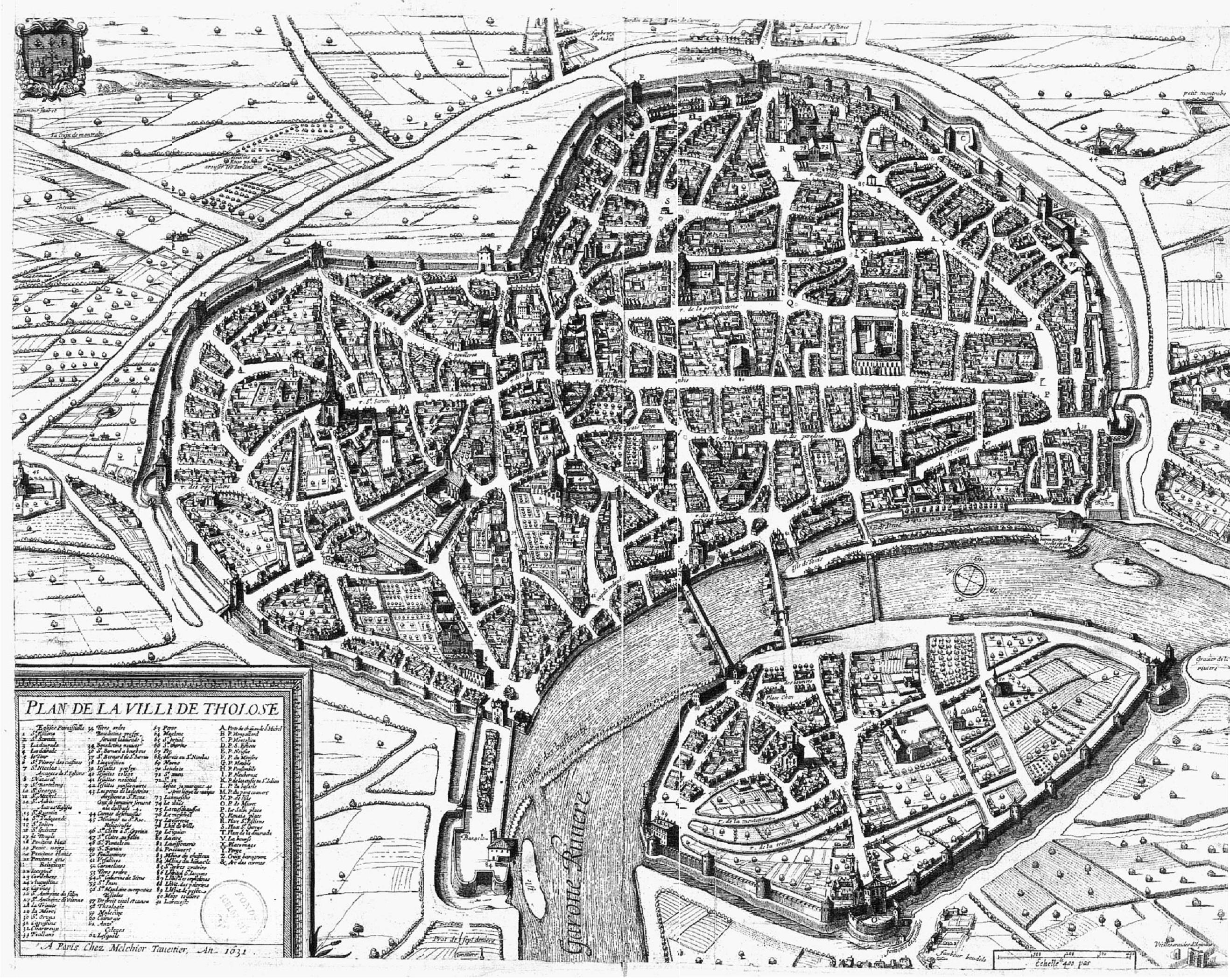
Plano de Tolosa de 1631 de Melchior Tavernier.

Con la llegada de Enrique IV de Francia al trono, los disturbios en Toulouse llegaron al fin. El parlamento tolosano reconoció al rey de Francia y el Edicto de Nantes, que permitía cierta tolerancia religiosa, fue aceptado en 1600. Los Capitouls de Tolosa perdieron la influencia que les quedaba, y la ciudad fue afectada por brotes de peste en 1629 y 1652. Por primera vez el municipio y el Parlement local adoptaron medidas conjuntas para ayudar a los afectados por las epidemias. La mayor parte de los eclesiásticos abandonaron la ciudad, junto con la élite urbana. Solo se exigió la permanencia de médicos y doctores. El hambre llevó a los Capitouls que permanecieron a obligar a carniceros y panaderos a que mantuvieran su negocio en la ciudad.
El hospital de La Grave abrió sus puertas a los afectados por la epidemia y los puso en cuarentena. El Pré des Sept Derniers también ofreció cobijo a muchos pacientes en condiciones precarias. Antes de cerrar sus puertas la ciudad se había convertido en un destino de muchos mendigos atraídos por una infraestructura médica que ofrecía más esperanzas que las aldeas del campo. Ante la escasez de alimentos se tomaron varias medidas para combatir el hambre. En los peores momentos de la crisis, los ricos se responsabilizaron de los pobres.

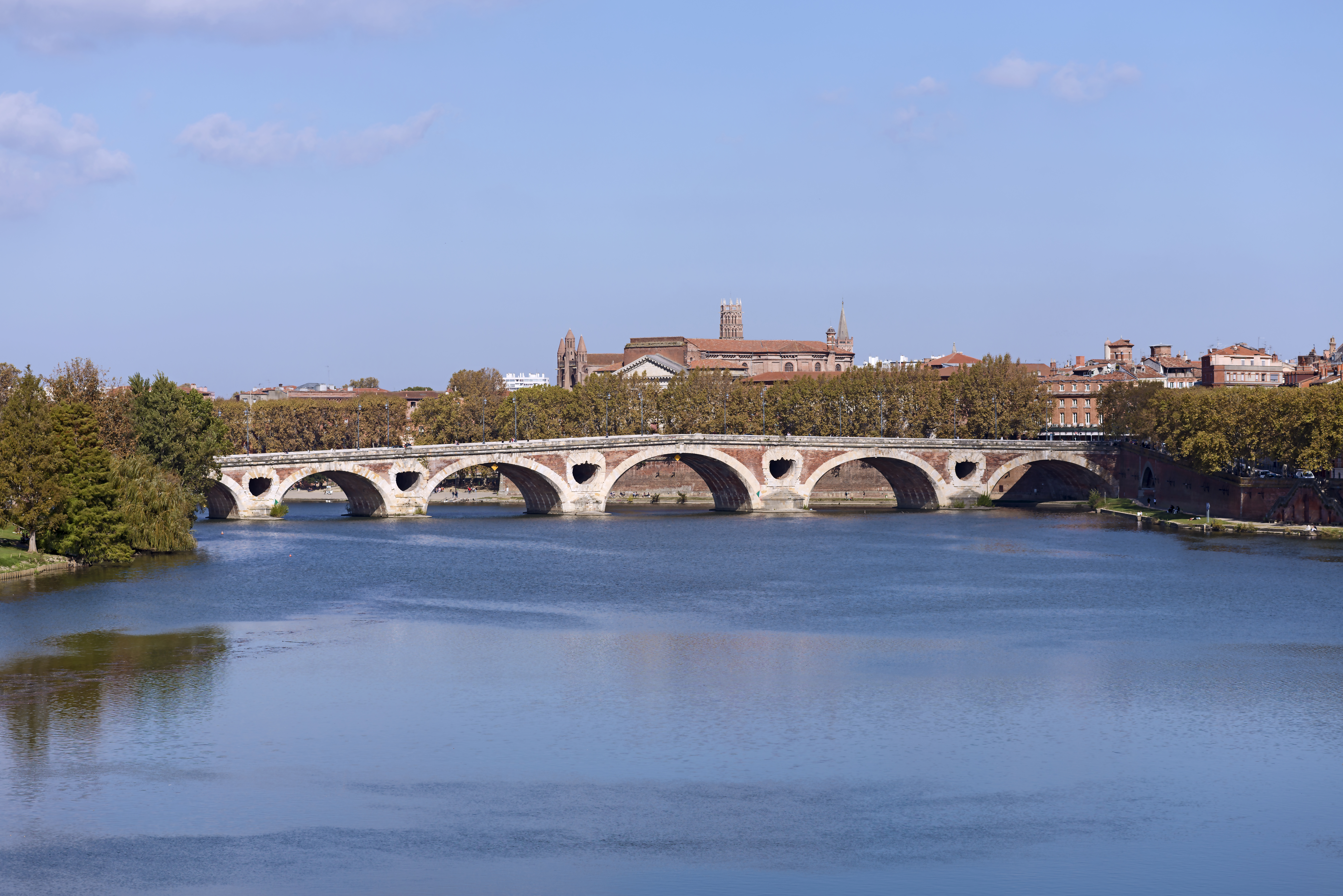
Pont-Neuf.

En 1654, con el fin de la segunda epidemia, la ciudad se encontraba devastada. Sin embargo, durante los períodos sin plagas, se completaron dos grandes proyectos: el Pont-Neuf en 1632 y el Canal du Midi en 1682. Este siglo problemático terminó para Tolosa con una última hambruna en 1693.
Durante el siglo XVII también llegó a Tolosa una asociación secreta la AA (asociatio amicorum), formada por eclesiásticos y eruditos, que predicaban una fe exacerbada. La influencia de esta organización fue especialmente intensa durante el siglo siguiente.

## sigloXVIII

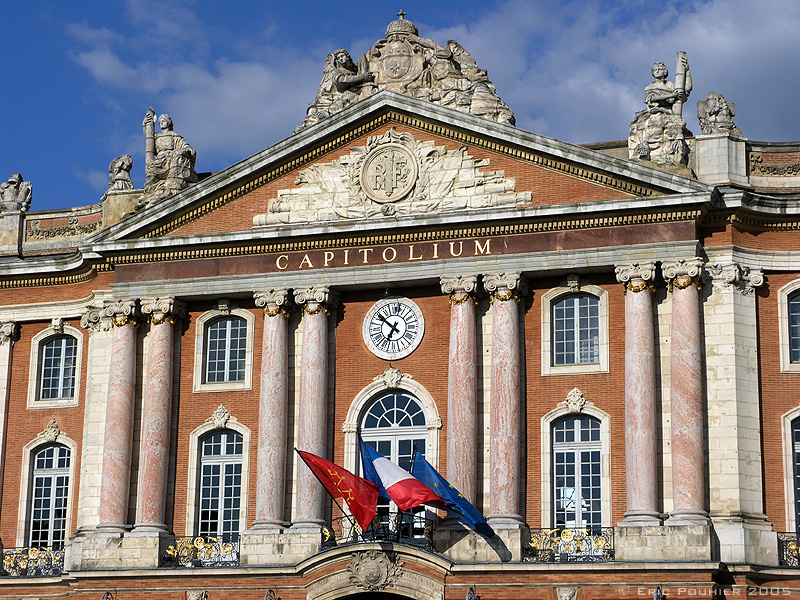
Fachada del Capitolio.

Varias corrientes artísticas, religiosas y arquitectónicas se extendieron en Tolosa durante el siglo XVIII.
Louis de Mondran inició un nuevo diseño urbano, posiblemente inspirado durante su estancia en París. Las principales construcciones de este período fueron el Grand Rond, el Cours Dillon y la fachada del Capitolio de Tolosa.
En 1770, el cardenal de Brienne inauguró la primera piedra del canal bautizado con su nombre, y que conecta el mar Mediterráneo con el océano Atlántico y el Canal du Midi con el Canal Lateral en el Garona fue terminado seis años después. El punto de unión entre ambos canales recibió el nombre Ponts Jumeaux.
Durante este período la nobleza y el clero tolosanos se enriquecieron con una economía cada vez más pecuniaria. Los arquitectos y escultores locales recibieron numerosos encargos. De este período destaca la Reynerie, una residencia de verano del marido de la condesa du Barry.
Tolosa no olvidó su entusiasmo religioso tradicional, aunque a finales del siglo XVIII entró en cierto declive. Aparecieron nuevas congregaciones religiosas –la más famosa la de los Penitentes Azules, que oficiaban en la iglesia de Saint Jérome. El Parlement local, influenciado por la sociedad AA, reguló la vida religiosa y condenó a los protestantes tolosanos.
El juicio Calas se produjo en este difícil contexto de convivencia religiosa, cuando el Parlement decidió la ejecución de Jean Calas, demostrando que había asumido el control de la ciudad. Preocupados por su autonomía, los habitantes de Tolosa, la población de Tolosa apoyó al Parlement cuando fue amenazado por la monarquía francesa. Durante esta época los Capitouls pasaron a ser elegidos por el Parlement, y solo se permitían 8 representantes. Fue necesaria la llegada de la Revolución para que la ciudad terminara con el dominio del Parlement.

## sigloXIX

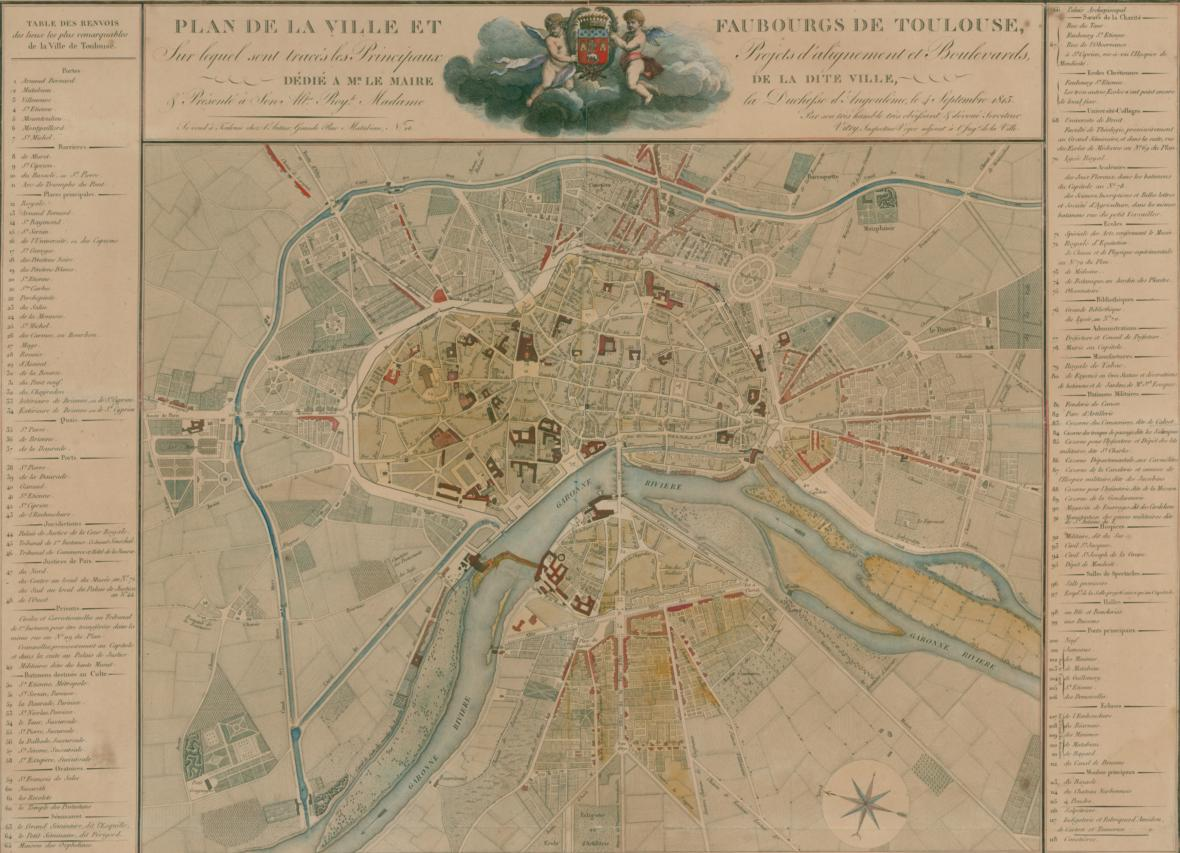
Tolosa y sus barrios en 1815

Como en el resto de Francia, la Revolución Francesa tuvo un efecto importante en la historia de Tolosa, cambiando profundamente el papel de la ciudad y su estructura política y social.
El estallido de la revolución el 14 de julio de 1789 tuvo repercusiones menores, aunque se produjeron algunos saqueos. Cinco meses después, con la abolición del Antiguo Régimen, comenzó un nuevo orden. Los miembros del Parlement y los Capitouls lucharon para mantener sus privilegios, manifestándose el 25 de septiembre, pero el apoyo de la población fue mínimo, tras varias décadas de abusos de una estructura dominada por la élite económica y religiosa.
La influencia regional de Tolosa, anteriormente asegurada por su Parlement, fue reducida a un departamento, el del Alto Garona. El clero tolosano fue obligado a respetar la Constitución Civil del Clero, impuesta por la Asamblea Constituyente. Un nuevo arzobispo fue nombrado pese al desacuerdo del cardenal de Brienne. Parte de la población se mostró hostil a estas reformas y a su impacto financiero.
Las prerrogativas de los Capitouls fueron abolidas el 14 de diciembre de 1789. Joseph de Rigaud fue el primer alcalde de la ciudad, elegido el 28 de febrero de 1790.
En 1793, durante el gobierno de la Comuna, Tolosa se negó a unirse a los federalistas de Provenza y Aquitania para marchar sobre París. La perspectiva de una guerra contra Austria y la resistencia interior, inició un período de Terror, y muchos retractores de la Revolución Francesa fueron encarcelados o asesinados en Tolosa.
En 1799 la ciudad fortificada resistió el ataque de los ejércitos realistas de Gran Bretaña y España, durante la primera batalla de Tolosa. El ascenso de Napoleón Bonaparte como líder del nuevo régimen y posteriormente del Imperio, restauró en parte el estatuto regional de la ciudad. El emperador incluso visitó Tolosa en 1808 y cedió el edificio de la Daurade a la fábrica de tabaco.
En 1814, durante la segunda batalla de Tolosa, el ejército británico entró en la ciudad, abandonada por el ejército napoleónico. El 10 de abril de 1814 marca la última batalla del Imperio de Napoleón, que había abdicado ocho días antes (pero desafortunadamente el comandante francés, Soult no había sido informado), el ejército de Arthur Wellesley, el duque de Wellington fue bien recibido por los realistas, que prepararon Tolosa para la restauración de Luis XVIII de Francia.

## ElsigloXIXy la era industrial
La construcción y apertura de la estación Matabiau en 1856 constituyó todo un giro en la historia de Tolosa. La ciudad se encontró unida a la capital y a la modernización de los transportes. Fue entonces cuando se sustituyeron los antiguos barrios y se abrieron nuevas calles sobre los modelos de las prefecturas realizadas en París por el prefecto Haussman. Los trabajos se desarrollaron especialmente en el centro de Tolosa, que perdió poco a poco su atmósfera medieval.
Gracias a sus edificios nuevos, la ciudad resistió mejor la inundación de 1875. El río Garona de desbordó, destruyendo más de 1.000 casas y matando a 200 personas. También destruyó el puente suspendido de Saint Pierre y el puente de Saint Michel. El mariscal Mac Mahon, presidente de la República Francesa exclamó: “¡Cuánta agua, cuánta agua!”. Esta inundación, que elevó el río a 6,20 m por encima de su cauce habitual se debió en gran parte a las precipitaciones del mes de junio de 1875 y al fundido de la nieve de los Pirineos.

## ElsigloXXy la renovación tolosana
El comienzo del siglo XX estuvo marcado por un aumento importante de la población de Tolosa, resultado del éxodo rural del sudoeste pero también como resultado de la llegada sucesiva de inmigrantes que huían del reclutamiento (los franceses del norte durante la Primera Guerra Mundial) o de los regímenes dictatoriales de sus países (los italianos con la llegada de Mussolini al poder y los españoles con la llegada del general Franco al poder). Tras la guerra, unos 25.000 españoles permanecieron en Tolosa, inflyendo enormemente en el modo de vida de la ciudad. Actualmente, la ciudad todavía es considerada como “la más española de las ciudades francesas”.
Durante la Primera Guerra Mundial Tolosa (situada geográficamente lejos de los campos de Batalla) se industrializó de manera más intensa (las principales industrias hasta comienzos del siglo XX eran las fábricas de tabaco y pólvora). Desde 1915 se instalaron varias plantas químicas y talleres de aviación (Latécoère), que tras la guerra dieron lugar a un famoso servicio de mensajería aérea.
En 1963 Tolosa fue elegida para convertirse en una de las ocho metrópolis de equilibrio de Francia. El gobierno francés decidió terminar con la macrocefalia de París, y Tolosa fue dedicada a actividades aeronáuticas y espaciales.
La reforma regional situó Tolosa como capital de la mayor región francesa, además de convertirse en un centro económico e industrial de Ariane y Airbus, gracias al crecimiento demográfico de la ciudad.
En la década de 1960 Tolosa también acogió una nueva oleada de inmigración tras la guerra de Argelia, con unas 25.000 personas que se instalaron en los barrios occidentales y construyeron grandes espacios como Mirail, una nueva ciudad diseñada por los mejores arquitectos mundiales y destinada a alojar a más de 100.000 personas. Paralelamente, se iniciaron trabajos de renovación y reconstrucción en el centro histórico, así como nuevas infraestructuras de transporte (metro y bus), y nuevos aparcamientos integrados en el tejido urbano.

## Época contemporánea
Tolosa sufrió la explosión de la planta química AZF, propiedad de la Sociedad nacional de pólvora y explosivos el 21 de septiembre de 2001. La industria resultó completamente destruida y la explosión dañó muchas casas, escuelas, iglesias, monumentos y tiendas. Más de 35.000 edificios resultaron dañados. La industria se encontraba a 5 km del centro de Tolosa. 29 personas murieron y varios miles más resultaron heridas. El origen de la explosión se encontraba en un edificio que contenía nitrato de amonio.
Actualmente Tolosa es una metrópolis típicamente europea, con una población de más de un millón de habitantes en crecimiento, siendo la cuarta ciudad de Francia tras París, Lyon y Marsella. La ciudad sigue todavía en desventaja debido a su lejanía de París (unas cinco horas en tren y seis horas en coche) y a otras ciudades europeas importantes. Esta situación ha sido paliada con la conexión por ferrocarril a la Línea de alta velocidad Perpiñán-Figueras con lo que ya hay conexión directa tanto con España como con Marsella